# Гвоздика двоколірна
Гвоздика двоколірна (Diánthus bicolor) — багаторічні рослини багаторічна трав'яниста рослина; вид роду Гвоздики (Dianthus) родини Гвоздичні (Caryophyllaceae).

## Ботанічний опис
Трав'яниста багаторічна рослина 50-65 см висоти. Лист я ланцетно-лінійні або лінійні, до 4 см завдовжки і 1-2,5 мм завширшки, з жилками.
Квітки поодинокі. Прицвітні луски кількістю 4-6, яйцеподібно-ланцетоподібні, відтягнуті в короткий шилоподібний гострокінець, по краях білоперетинчасті. Чашечка циліндрична, довжиною до 23 мм. Пелюстки 5-8 мм довжиною і близько 3 мм шириною, зверху червонуваті, знизу жовтувато-зелені. Розмножується насінням.
Описана з околиць Мінеральних Вод.

## Екологія та поширення
Мешкає на сухих трав'янистих схилах і в заростях чагарників.
Ареал: Україна, пд.-євр. Росія, Казахстан.

## Охоронний статус
Занесена до Червоної книги Ставропольського краю. Також охороняється в Вірменії.